# I Feel It Coming
I Feel It Coming è un singolo del cantautore canadese The Weeknd, pubblicato il 18 novembre 2016 come quarto estratto dal terzo album in studio Starboy.

## Descrizione
Al pari del brano d'apertura Starboy, anche questo ha visto la collaborazione del duo francese di musica elettronica Daft Punk ed è stato reso disponibile in contemporanea a Party Monster.

## Tracce
Testi e musiche di Abel Makkonen Tesfaye, Thomas Bangalter, Guy-Manuel de Homem-Christo, Martin McKinney, Henry Russell Walter e Eric Chedeville.
1. I Feel It Coming (ft. Daft Punk) – 4:29

## Formazione
Musicisti
- The Weeknd – voce
- Daft Punk – voci e strumentazione aggiuntive
- Paul Jackson, Jr. – chitarra
- Nathan East – basso
- Dylan Wiggins – basso aggiuntivo
- JR Robinson – batteria

Produzione
- Daft Punk – produzione
- Doc McKinney, Cirkut – coproduzione, ingegneria del suono
- Abel Makkonen Tesfaye – coproduzione
- Florian Lagatta, Josh Smith – ingegneria del suono
- Șerban Ghenea – missaggio
- John Hanes – assistenza al missaggio
- Tom Coyne, Aya Merrill – mastering

## Classifiche

### Classifiche settimanali
| Classifica (2016-23) | Posizione massima |
| -------------------- | ----------------- |
| Australia            | 7                 |
| Austria              | 23                |
| Belgio (Fiandre)     | 3                 |
| Belgio (Vallonia)    | 3                 |
| Canada               | 10                |
| Danimarca            | 6                 |
| Estonia              | 146               |
| Finlandia            | 11                |
| Francia              | 1                 |
| Germania             | 29                |
| Irlanda              | 9                 |
| Italia               | 13                |
| Libano               | 3                 |
| Lussemburgo          | 5                 |
| Norvegia             | 5                 |
| Nuova Zelanda        | 7                 |
| Paesi Bassi          | 4                 |
| Regno Unito          | 9                 |
| Russia               | 13                |
| Spagna               | 6                 |
| Stati Uniti          | 4                 |
| Svezia               | 5                 |
| Svizzera             | 7                 |
| Ucraina              | 35                |
| Ungheria             | 8                 |

### Classifiche di fine anno
| Classifica (2017) | Posizione |
| ----------------- | --------- |
| Brasile           | 122       |
| Islanda           | 3         |

## Date di pubblicazione
| Paese       | Data di pubblicazione | Formato           |
| ----------- | --------------------- | ----------------- |
| Mondo       | 18 novembre 2016      | Download digitale |
| Regno Unito | 24 novembre 2016      | Airplay           |
| Italia      | 2 dicembre 2016       | Airplay           |